# 독일 e스포츠 연맹
독일e스포츠연맹(eSport-Bund Deutschland, ESBD)는 2017년 11월 26일 베를린에서 설립되어 독일의 e스포츠종목을 총괄하는 기구이다.
독일 내의 프로리그를 활성화 하고 프로게이머를 관리하며 e스포츠 산업과 문화를 활성화하는 데에 그 설립 목적이 있다. 또한 아마추어 및 지역 e스포츠 문화를 진흥하는 데 노력하고 있다.

## 역사
2003년 말 설립된 독일 최초의 e스포츠 단체인 독일 e스포츠 협회(Deutsche eSport Verband, DeSpV)와 독일 e스포츠 협회 e. V.(Deutsche eSport Verband e. V.,DeSV)가 2004년 12월 11일 합병하여 독일 e스포츠 연맹(Deutsche eSport-Bund, ESB)이 탄생하였다. 4만여 명의 회원이 가입되어있던 독일 e스포츠 연맹(ESB)은 다른 국제 e스포츠 단체들과 협력하여 국제 e스포츠 연맹의 창립 협회가 되기도 하였다. 그러나 2009년 ESB 대표였던 프랑크 슬리브카가 대표직을 사퇴하면서 2011년부터 협회로서의 기능이 사실상 중단되었다. 결국 2016년 독일내 여러 e스포츠 단체들이 새로운 협회의 설립을 도모하여 독일연방인터랙티브엔터테인먼트소프트웨어협회과 협업을 실시, 새로운 e스포츠 이익 단체인 eSports.BIU가 출범하였다. 이후 국제 e스포츠 단체와 협업의 필요성을 대두되며, eSports.BIU는 독일 기반 국제 e스포츠 경기 대회 주관사인 일렉트로닉 스포츠 리그(Electronic Sports League, ESL)와 함께 2017년 11월 26일 독일 e스포츠 연맹(ESBD)를 설립하였다.

## 같이 보기
- e스포츠
- 국제e스포츠연맹
- 한국e스포츠협회